# Richard Eyre
Richard Eyre, właśc. Sir Richard Charles Hastings Eyre (ur. 28 marca 1943 w Barnstaple) – brytyjski reżyser, scenarzysta i producent filmowy, teatralny, telewizyjny i operowy. Dyrektor artystyczny londyńskiego Royal National Theatre w latach 1987-1997.
Wyreżyserował takie spektakle teatralne, jak m.in. Faceci i laleczki, dwukrotnie Hamlet, Ryszard III, Król Lear, Noc iguany, Słodki ptak młodości czy Hedda Gabler. W 1994 zadebiutował także jako reżyser operowy La Traviatą, wystawioną dla londyńskiej Royal Opera House. Musical Mary Poppins w jego inscenizacji pokazywany był zarówno w Londynie, jak i na scenie na nowojorskim Broadwayu.
Jego debiutem kinowym był film Posiłek oracza (1983) ze scenariuszem Iana McEwana i główną rolą Jonathana Pryce'a. Sukcesy odniosły jego późniejsze obrazy: nagrodzona Oscarem biograficzna Iris (2001) oraz Notatki o skandalu (2006), obydwa filmy z Judi Dench w rolach głównych.